# Waldo de Évreux
Waldo de Évreux fue un obispo francés del siglo VII, venerado como santo por la Iglesia católica.

## Hagiografía
Según la tradición local, Waldo fue obispo de la ciudad de Evreux, en el Reino de Neustria, uno de los reinos merovingios que ocupaban Francia en la Baja Edad Media. 
Fue discípulo y sucesor, primero temporal, y luego permanentemente, del primer obispo de la región, quién llegó a ser canonizado como San Taurino.